# Mestre Conga
José Luiz Lourenço, o Mestre Conga (Ponte Nova, 2 de fevereiro de 1927) é um compositor e sambista brasileiro.
É um dos dez filhos do lavrador e sanfoneiro Luiz Balduino Gonzaga e dona Cacilda Lourenço. Mudou-se para Belo Horizonte com seis anos para morar no bairro Sagrada Família, à época, Vila Brasilina.
É o responsável pela inserção de sambas enredo nos desfiles de carnaval de Belo Horizonte. Em 1950, fundou o Grêmio Recreativo Escola de Samba Inconfidência Mineira, juntamente com Oscar Balduino (Kalu), Alírio de Paula, José Alvino, José Ferreira (Zé Preto), José Felipe dos Reis (Filipinho), Silvio e Luiz Porciano, Dona Olga, Eunice Felipe, Amintas Natalino e Madalena, além de Dona Lourdes Maria de Souza (Lourdes Bocão).